# Campana LG

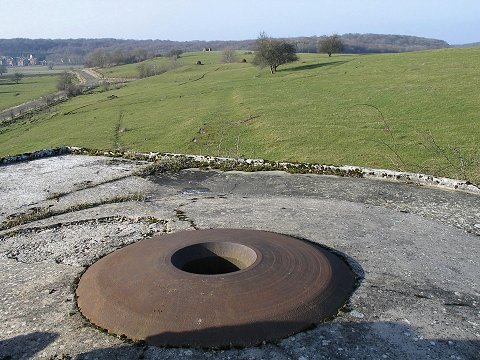
Una campana LG.

La campana LG era un elemento defensivo común a varios fuertes de la Línea Maginot. La cúpula fija estaba profundamente incrustada en el concreto del techo de un fuerte, apenas siendo visible su parte superior. La abertura permitía lanzar granadas desde el interior de la campana, ofreciendo un medio de defensa cercana contra tropas enemigas encima del búnker. Se instalaron 75 unidades en la Línea Maginot.
LG es el acrónimo de Lance-Grenade (lanzagranadas, en francés). Al contrario de otras campanas, tales como la GFM o la JM, la LG era "ciega", teniendo solamente una abertura obturable de 60 mm de diámetro en su corona plana. No tenía portillas de observación, ya que no se proyectaba sobre la superficie. La campana LG venía en tres modelos: una versión pequeña de 1,3 m de alto, una versión grande de 2,1 m de alto y una campana para dos soldados, con una altura de 2,2 m. Todas tenían un diámetro de 1,9 m. Las campanas LG usualmente estaban cerca a la entrada de un fuerte.
La campana LG estaba armada con un lanzagranadas que podía disparar en un ángulo que iba de 45° a 90°, con una rotación de 360°. El mortero de 60 mm original no tuvo éxito. Un mortero de 50 mm, el mismo empleado en la campana GFM, fue empleado en su lugar, aunque no fue más exitoso.